# Shekelesh
Les Shekelesh sont l'un des « Peuples de la mer » mentionnés dans les chroniques égyptiennes.
Les transcriptions et translittérations des inscriptions égyptiennes furent multiples, au gré des recherches et des archéologues, et l'on retrouve ce nom égyptien sous de multiples variantes dans les ouvrages sur le sujet, dont Shekelesh ou Shékélésh, S‘akales‘a, Shikalayu, Sakalas, Shakalasha, Shakalousha, Chakalaches, Sikala, Sikils, ...
Parmi les Peuples de la mer, les Shekelesh se retrouvent dans un petit nombre d'inscriptions égyptiennes à partir du XIIIe siècle avant notre ère où ils participent aux évènements de cette époque. Sous le règne du pharaon Mérenptah, vers -1208, ils font partie d'une coalition menée par des Libyens contre l'Égypte (grande inscription du temple de Karnak). Si les sources dénombrent 222 Shekelesh tués lors de la bataille, d'autres sont faits prisonniers à cette occasion, et l'on mentionne également ce peuple à la même époque sur la stèle d'Athribis et la colonne du Caire,. Sous le règne de Ramsès III, dans l'inscription de l'an 8 (vers -1176) sur les parois du temple de Médinet Habou, ils font partie d'une puissante confédération de peuples qui ont ravagé le royaume Hatti, la Cilicie, Karkemish et l'Arzawa. L'inscription décrit la victoire du pharaon sur cette confédération.

## Sources principales
| Période              | Origine         | Source                                                                                               | Description | Références bibliographiques |
| -------------------- | --------------- | --- | --- | --- |
| Entre -1232 et -1203 | Égypte          | Grande Inscription du temple de Karnak, règne du pharaon Mérenptah                                   | Début de l'inscription, où l'on indique la victoire de Mérenptah sur la Libye et différents peuples « du Nord, venant de tous les pays », dont les Shekelesh | J.H. Breasted, Ancient Records of Egypt, volume III, p. 241, § 574                                                                                                  |
| Entre -1232 et -1203 | Égypte          | Grande Inscription du temple de Karnak, règne du pharaon Mérenptah                                   | Description de la coalition des libyens et des Peuples de la mer ; les Shekelesh sont mentionnés | J.H. Breasted, Ancient Records of Egypt, volume III, p. 243, § 579                                                                                                  |
| Entre -1232 et -1203 | Égypte          | Grande Inscription du temple de Karnak, règne du pharaon Mérenptah                                   | Liste des captifs et tués à la suite de la victoire de Mérenptah ; 222 hommes Shekelesh indiqués entre autres peuples alliés de la Libye et « qui vinrent en tant qu'ennemis » | J.H. Breasted, Ancient Records of Egypt, volume III, p. 249, § 588                                                                                                  |
| Entre -1232 et -1203 | Égypte          | Colonne du Caire, règne du pharaon Mérenptah                                                         | Mention des Shekelesh sur un fragment de colonne en granit, pour la 5e année du règne de Mérenptah | J.H. Breasted, Ancient Records of Egypt, volume III, p. 253, § 595                                                                                                  |
| Entre -1232 et -1203 | Égypte          | Stèle d'Athribis, règne du pharaon Mérenptah                                                         | On retrouve ici la liste des captifs et des tués, comme sur la Grande Inscription de Karnak, mais le nombre de Shekelesh est de 200 à cet endroit | J.H. Breasted, Ancient Records of Egypt, volume III, p. 255, § 601                                                                                                  |
| Entre -1190 et -1174 | Égypte          | Inscription dans le Temple funéraire de Médinet Habou, 8e année du règne du pharaon Ramsès III       | Les Shekelesh sont nommés ici parmi les envahisseurs de l'Égypte durant ce conflit de l'an 8 | J.H. Breasted, Ancient Records of Egypt, volume IV, p. 48, § 81 |
| Entre -1190 et -1174 | Égypte          | Inscription dans le Temple funéraire de Médinet Habou, 8e année du règne du pharaon Ramsès III       | Conflit de l'an 8 : selon l'inscription, les Shekelesh font partie d'une coalition qui ravage le pays des Hittites (Kheta, le Hatti), Kode (côte et frontière entre le Nord de la Syrie et de la Turquie actuelles), Karkemish, l'Arouad (ou Arvad), et Alasa (Chypre, cf. Alashiya), avant d'établir un camp en Amurru en prévision de l'invasion de l'Égypte | J.H. Breasted, Ancient Records of Egypt, volume IV, p. 38, § 64 |
| Entre -1186 et -1170 | Égypte          | Stèle Sud du Temple funéraire de Médinet Habou, 12e année année du règne du pharaon Ramsès III       | L'inscription indique que le pays des Shekelesh a été soumis par Ramsès | The Epigraphic Survey, Medinet Habu II, Later Historical Records of Ramses III, p. 76, planche 107, lignes 7 à 8                                                    |
| Avant -1180          | Chypre, Ougarit | Inscriptions sur des sceaux-cylindres de nature commerciale, retrouvés à Enkomi (Chypre), et Ougarit | L'un des sceaux-cylindres est Sanemeti Sikerisikaasi (« pour Sanemas, représentant des Shekelesh ») | Frederik Christiaan Woudhuizen, The Ethnicity of the Sea People, p. 43 à 46                                                                                         |
| Avant -1180          | Ougarit         | Lettre RS 34.129 des archives d'Ougarit, peu de temps avant sa destruction                           | La lettre proviendrait d'un roi hittite demandant à Ougarit l'extradition d'un homme capturé par les Shekelesh, qui « vivent sur leurs bateaux », en vue d'obtenir de lui des renseignements sur leur pays | Frederik Christiaan Woudhuizen, The Ethnicity of the Sea People, p. 47-48, cf. également Manfred Dietrich, Oswald Loretz, Studien zu den ugaritischen Texten (1978) |

## Théories sur l'origine des Shekelesh
Un rapprochement entre les Shekelesh et les Sicules a été fait par l'égyptologue et philologue français Emmanuel de Rougé en 1867, dans un Mémoire sur les attaques dirigées contre l'Égypte par les Peuples de la Méditerranée, vers le XIVe siècle avant notre ère dont des extraits furent publiés dans la revue archéologique de 1867. Selon lui, il faudrait rattacher ce peuple de la mer aux Sicules de Sicile, signalés par les auteurs antiques. Il cite à l'appui de sa thèse l'érudit allemand Karl Otfried Müller, qui avait commenté des passages de l'Odyssée caractérisant les Sicules comme se livrant au commerce d'esclaves. Cette hypothèse n'a pas recueilli de consensus, et elle est rejetée par Alan Gardiner. 
Le polytechnicien et linguiste Jean Faucounau voit en eux des « métis grecs », des marins issus de tribus siciliennes et italiennes autochtones, influencés par des proto-ioniens, et dont le nom pourrait venir du grec ancien σιγή / sigē : « silence » et signifierait ainsi « les Taciturnes ». Il juge peu vraisemblable l'hypothèse de Gaston Maspero, qui rapproche ce peuple du nom de la cité antique de Sagalassos, en Turquie.

## Ressources bibliographiques
- Jean Faucounau, Les Peuples de la Mer et leur Histoire, Éditions L'Harmattan, 2003 (ISBN 978-2-7475-4369-9, lire en ligne) ;
- (en) James Henry Breasted, Ancient Records of Egypt: Historical Documents from the Earliest Times to the Persian Conquest, collected, edited, and translated, with Commentary. (5 volumes), Chicago, University of Chicago Press, 1906–1907 (réimpr. 2001 : University of Illinois Press).